# 辛穆
辛穆（451年—527年6月19日），字叔宗，陇西郡狄道县（今甘肃省定西市临洮县）人，北魏官员。

## 生平
辛穆在太和十一年（487年）被举荐为司州茂才，很快出任东雍州别驾，升任北中郎长史、东荆州龙骧将军府司马，后为征虏将军司马，又转龙骧将军长史，兼任西义阳郡太守，又兼领戍守。辛穆道德高尚，因为抚恤百姓受到称赞。之后辛穆转任汝阳郡太守，时值发生水灾百姓饥饿，辛穆上表请求减轻租赋。皇帝听从了，于是敕令汝阳郡一郡以小绢缴纳租庸调。辛穆又转任中散大夫，很快加号龙骧将军。正光四年（523年），辛穆以年老请求退休，魏孝明帝元诩诏令接见，认为辛穆志向和气力还可以，于是任命辛穆出任平原相。辛穆善于抚慰劝导，百姓和官吏感怀他。孝昌二年（526年），辛穆被征召出任征虏将军、太中大夫。孝昌三年五月五日（527年6月19日），辛穆在平原郡去世，虚岁七十七，魏孝明帝诏令赠予持节、后将军、幽州刺史，谥号贞简，武泰元年正月己未朔十五日癸酉（528年2月20日）葬于芒山之南。

## 其他
当初辛穆跟随父亲辛绍先在下邳郡，与彭城人陈敬文友善，陈敬文的弟弟陈敬武年幼时就出家为僧，跟随师傅游学远方，很长时间没回。陈敬文患病快去世的时候，将杂绫二十匹委托辛穆交给陈敬武。辛穆很长时间没能找到陈敬武，经过二十多年才在洛阳见到陈敬武，辛穆把杂绫还给他，封题如同旧时一样，世人称赞辛穆廉洁守信。

## 墓志
辛穆的墓志2006年冬出土于河南洛阳。墓志青石质，方形，高71.5厘米，宽79.5厘米，厚25厘米，墓石阴刻界格，志文正书，凡30行，满行30字，共905字，首题“魏故持节后将军幽州刺史贞简辛侯墓志铭”。

## 家庭

### 父母
- 辛绍先，北魏持节、冠军将军、并州刺史、晋阳惠侯[1]
- 酒泉马氏，西海郡太守马骘之女[1]

### 兄弟姐妹
- 辛凤达，北魏京兆王常侍
- 辛凤麟，北魏宁朔将军、东安郡太守

### 夫人
- 天水尹氏，新阳县五等男尹孟瑜之女[1]

### 子女
- 辛子馥，东魏宁朔将军、清河郡太守、三门县开国男，娶河东柳氏，豫州主簿柳真道之女[1]
- 辛子华，东魏右光禄大夫